# Aloïs Confais
Aloïs Confais, né le 7 septembre 1996 à Évreux (Eure), est un footballeur français. Il évolue au poste de milieu défensif au Ethnikos Achna.

## Biographie

### En club
Confais commence le football dans sa ville natale, à l'Évreux AC, en 2002. Il y reste jusqu'à l'âge de quatorze ans, et rejoint alors le centre de formation de Troyes.
Il joue pour la première fois avec l'équipe réserve lors de la saison 2012-2013. Après deux saisons dans cette équipe en tant que remplaçant, il devient titulaire en CFA à l'âge de dix-huit ans seulement. Après s'être entraîné avec le groupe professionnel à la fin de la saison 2014-2015, il intègre ce dernier pour la préparation de la saison suivante.
Il joue son premier match professionnel le 28 octobre 2015 en Coupe de la Ligue à Lille, puis son premier match de Ligue 1 le 9 janvier 2016, lors de l'inauguration du Parc OL, le nouveau stade de l'Olympique lyonnais. Milieu de terrain de formation, ce fan d'Andrés Iniesta et de Marco Verratti, est repositionné arrière latéral pour ce match.

#### Le Mans FC (2018-2020)
En novembre 2018, Le Mans FC annonce officiellement l'arrivée de l'international français -20. Il portera sur son maillot le numéro 8.
Il inscrit son premier but en National en championnat lors du match face au Pau FC permettant au club de gagner le match (1-0).

#### Passage à Chypre (2020-2022)
Libre, Aloïs Confais s'engage pour la saison 2020-2021 (avec une option pour une année supplémentaire) avec le club chypriote de Nea Salamina Famagouste, qui évolue en 1ère division. A 23 ans, il tente ainsi sa première expérience dans un championnat étranger. Il joue 38 matchs et inscrit un but pour sa seule saison avec le club chypriote. 
Il s'engage pour deux années avec l'Olympiakos Nicosie, qui évolue également en 1ère division. Il n'y reste également qu'un an, pour 27 matchs joués et deux buts inscrits.

#### Retour en France (2022-2025)
Il s'engage pour deux années plus une en option avec le Havre AC, qui évolue en Ligue 2. Dès sa première saison, il est champion de Ligue 2. 
En fin de contrat à l'été 2025, il est laissé libre par le club normand. 

### En sélection nationale
Aloïs Confais est appelé pour la première fois dans une équipe de France en décembre 2012. C'est Patrick Gonfalone, sélectionneur des U17 qui le convoque pour un rassemblement de trois jours. Alors en équipe réserve de l'ESTAC, il est appelé par Pierre Mankowski en octobre 2013 pour rejoindre l'équipe de France U18 et participer au tournoi de Limoges. Il porte pour la première fois le maillot bleu en rentrant à la 70e minute du match contre les États-Unis.
Au début de l'année 2015, Patrick Gonfalone le sélectionne de nouveau en équipe de France U19, pour un stage à Clairefontaine. En novembre de la même année, Aloïs Confais est appelé en sélection U20. Il joue son premier match dans cette catégorie d'âge contre l'Angleterre lors d'une victoire 4 à 3. Prévu titulaire lors de la rencontre suivante quelques jours plus tard, cette dernière est annulée en raison des attentats de Paris,. Il est une nouvelle fois sélectionné en mars 2016 pour un match amical contre la Tchéquie, durant lequel il joue trente minutes.
Il participera ensuite au tournoi de Toulon 2016 avec l'équipe de France -20 ans durant lequel il fera de très bonnes prestations. Si bien qu'il finira dans l'équipe type de la compétition.

## Statistiques

### Parcours professionnel
| Saison                | Club                  | Championnat           | Championnat | Championnat | Coupe nationale | Coupe nationale | Coupe de la Ligue | Coupe de la Ligue | Total | Total |
| Saison                | Club                  | Division              | M.          | B.          | M.              | B.              | M.                | B.                | M.    | B.    |
| 2015-2016             | ES Troyes AC          | Ligue 1               | 15          | 0           | 2               | 0               | 1                 | 0                 | 18    | 0     |
| 2016-2017             | ES Troyes AC          | Ligue 2               | 30+2        | 1           | 2               | 0               | 1                 | 0                 | 35    | 1     |
| 2017-2018             | ES Troyes AC          | Ligue 1               | 15          | 0           | 3               | 0               | 1                 | 0                 | 19    | 0     |
| 2018-2019             | ES Troyes AC          | Ligue 2               | 5           | 0           | -               | -               | 3                 | 0                 | 8     | 0     |
| Sous-total            | Sous-total            | Sous-total            | 67          | 1           | 7               | 0               | 6                 | 0                 | 80    | 1     |
| 2018-2019             | Le Mans FC            | National              | 19+2        | 1           | -               | -               | -                 | -                 | 21    | 1     |
| 2019-2020             | Le Mans FC            | Ligue 2               | 20          | 1           | 2               | 0               | 4                 | 0                 | 26    | 1     |
| Sous-total            | Sous-total            | Sous-total            | 41          | 2           | 2               | 0               | 4                 | 0                 | 47    | 2     |
| 2020-2021             | Nea Salamina          | Cyta Championship     | 35          | 0           | 3               | 0               | -                 | -                 | 38    | 0     |
| 2021-2022             | Olympiakos Nicosie    | Cyta Championship     | 25          | 0           | 2               | 0               | -                 | -                 | 27    | 0     |
| 2022-2023             | Le Havre AC           | Ligue 2               | 11          | 0           | 1               | 0               | -                 | -                 | 12    | 0     |
| 2023-2024             | Le Havre AC           | Ligue 1               | 2           | 0           | 3               | 0               | -                 | -                 | 5     | 0     |
| 2024-2025             | Le Havre AC           | Ligue 1               | 1           | 0           | 1               | 0               | -                 | -                 | 2     | 0     |
| Sous-total            | Sous-total            | Sous-total            | 14          | 0           | 5               | 0               | -                 | -                 | 19    | 0     |
| Total sur la carrière | Total sur la carrière | Total sur la carrière | 182         | 3           | 19              | 0               | 10                | 0                 | 211   | 3     |

## Palmarès
- Le Havre AC
  - Champion de France de Ligue 2 en 2023